# 蟹江町立蟹江小学校
蟹江町立蟹江小学校（かにえちょうりつ かにえしょうがっこう）は、愛知県海部郡蟹江町城4丁目500番地にある公立小学校。

## 地理
近鉄名古屋線近鉄蟹江駅の西200メートルに位置する。歴史は1872年までさかのぼり、1873年開校の舟入小学校、1873年開校の新蟹江小学校とともに、学制発布後の蟹江町に創設された3小学校の一つである。学区内には水郷にある古い町並みとマンションが混在している。

## 歴史

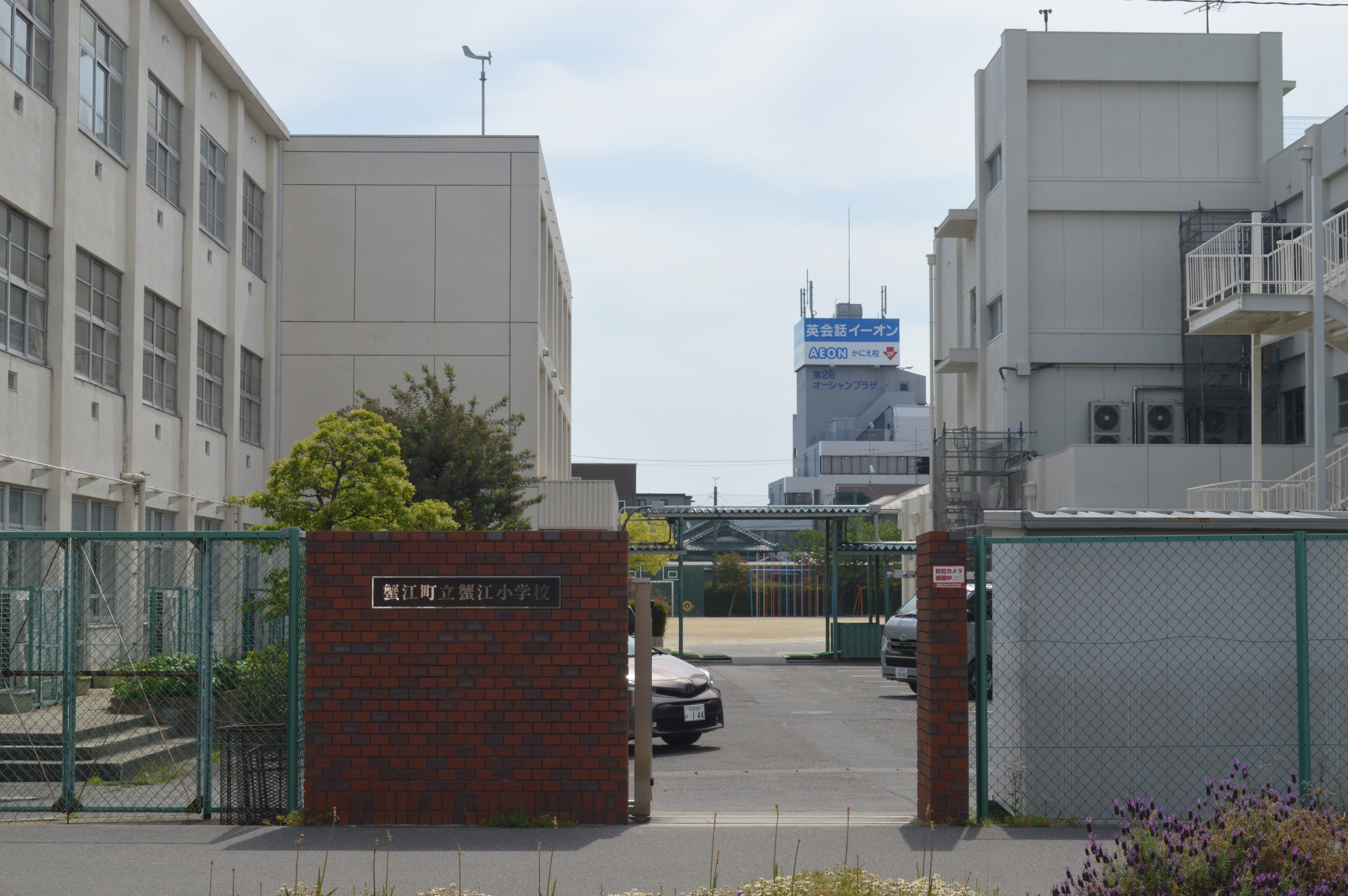
西門

- 1872年（明治5年）9月 - 精勤学校を創設[2]。
- 1887年（明治20年）4月 - 蟹江学校と舟入学校が合併して蟹江学校となる[2]。
- 1892年（明治25年）11月 - 蟹江尋常小学校に改称[2]。
- 1909年（明治42年）4月 - 蟹江尋常小学校と舟入尋常小学校が合併して蟹江尋常高等小学校に改称[2]。
- 1941年（昭和16年）4月 - 蟹江国民学校に改称[2]。
- 1947年（昭和22年）4月 - 蟹江小学校に改称[2]。
- 1953年（昭和28年）11月 - 校歌制定（作詞サトウハチロー・作曲山田耕筰）[2]。
- 1959年（昭和34年）3月 - 旧北校舎（東）竣工[2]。
- 1960年（昭和35年）6月 - 旧北校舎増築（西）竣工[2]。
- 1967年（昭和42年）11月 - 西校舎（現中校舎）竣工[2]。
- 1972年（昭和47年）3月 - 管理棟竣工[2]。
- 1979年（昭和54年）1月 - 体育館竣工[2]。
- 1979年（昭和54年）4月 - 蟹江小学校から蟹江町立学戸小学校が独立して開校[2]。蟹江川より西の校区を分離[2]。
- 1983年（昭和58年）3月 - プール竣工[2]。
- 1985年（昭和60年）3月 - 管理棟特別教室増築竣工（図書室・図工室・音楽室）。
- 1988年（昭和63年）3月 - 校訓碑建立[2]。
- 1989年（平成元年）3月 - 博報賞受賞記念碑建立[2]。
- 1991年（平成3年）6月 - 校門竣工[2]。
- 1994年（平成6年）6月 - プール・シャワー温水化[2]。
- 1995年（平成7年）3月 - 中校舎増築竣工（保健室・コンピュータ室・第2理科室）[2]。
- 2004年（平成16年）3月	- 現北校舎新築[2]。
- 2005年（平成17年）8月	- 中校舎耐震工事[2]。
- 2007年（平成19年）6月	- 通級指導教室設置[2]。
- 2008年（平成20年）8月	- 管理棟耐震補強工事[2]。
- 2010年（平成22年）2月	- 体育館耐震補強工事[2]。ICT環境整備[2]。

## 敷地内
校舎は最も北に位置する北校舎、最も南に位置する管理棟、北校舎と管理棟の間に位置する中校舎(西校舎)があり、校庭の南側にプールがある。
また、プール近くには学校の一部である公園があり、この公園は休み時間でも遊ぶことが可能である。

## 校歌
作詞はサトウハチロー、作曲は山田耕筰。
校歌の制作は蟹江町に教育委員会が設立された1952年にはじまった。当初は白鳥省吾が詞をつくり、曲は「県政新聞」の藤岡洋次郎の提案により蟹江町にゆかりのある人物として山田耕筰が担当した。山田の指名により作詞をサトウハチローによる口語体のものに変更し、1953年に制定された。
この校歌は蟹江町立のすべての小学校で共通のものが採用され、最後の「○○小学校」の部分に各学校名をあてて歌われる。

## その他
- 蟹江小学校では、休み時間のことを「休み時間」とは呼ばず、「放課」という。このため、多くの小学校にある「中休み」「2休」などと呼ばれている長い休み時間はそう呼ばず、「大放課」と呼ぶ。同じく「昼休み」も「昼放課」と呼ばれている。
- 学校の敷地内にある公園に、あおいくまと呼ばれる像がある。この像は作られた当初は茶色に塗られており、そのあと塗装の劣化により白くなった。その後、青色に塗られたという話が残っている。この像はいったいいつ作られたのかは不明であるが、あおいくまという名前は諦めるな、怒るな、いばるな、腐るな、負けるなという５つの言葉の頭文字に由来している。
- 学校としては珍しく、毎年1月に餅つき会が行われている(ただし2020年度は新型コロナウイルス感染症の影響により中止されている)。